# Malabár-part

A Malabár-part Indián belül (pirossal)

A Malabár-part az Arab-tenger partvidéke az indiai szubkontinens délnyugati részén, a mai Kerala és Karnátaka állam tengerpartján. A hosszú fövenyes part Goa és a szubkontinens déli csücske, Kanjakumari (Comorin-fok) között húzódik. Az 50–110 km-es szélességű parti síkságot keletről a Nyugati-Ghátok hegyvonulata határolja. A Malabár-part déli részén a tengerrel párhuzamosan a turisztikailag felkapott lagúnák és csatornák (holtágak, angolul: backwaters) futnak.

## Éghajlat, növényzet
A partvidék India déli részének legcsapadékosabb régiója. Az évi csapadékmennyiség 1700–3500 mm, dél felé növekedve. A páratartalom igen magas egész évben. Az eredeti természetes növényzete a trópusi esőerdő. Jellemző fái a teakfa, szantálfa, tamarindusz, kókusz-, bétel- és olajpálma. Elterjedt még a bambusz, kesudió, az arekadió, a tápióka, a banán és a rizs termesztése. A fűszernövények közül jellemző a bors, fahéj, gyömbér, kardamom, csilipaprika. Az egykor fekete aranynak nevezett bors a fűszerek királya. India termésének ma 95%-át ez a vidék adja. A világ gyömbérszükségletének 70%-át itt termelik meg.

## Főbb városai északról dél felé

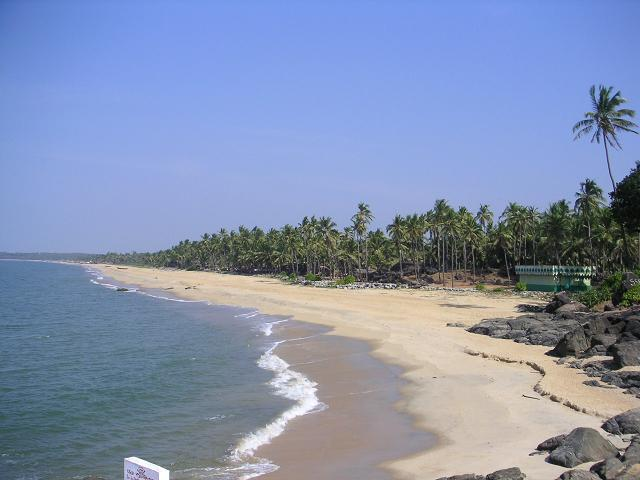
Bekal tengerpartja Kerala északi részén

- Udupi,
- Mangalor (Mangalore/Mangalúr),
- Kannúr (Cannanore),
- Kozsíkóde (Kozhikode/Calicut),
- Trisúr (Thrissur),
- Koccsin (Kochi),
- Álappuzsa (Alappuzha/Alleppey),
- Kollam,
- Tiruvanántapuram (Trivandrum)

## Történelem
A Malabár-part mai ismereteink szerint már Kr. e. 3000-től kezdve fontos helyszín volt a tengerentúli kereskedelemben. A föníciai hajók ide jártak fűszerért, elefántcsontért, szantálfáért. Az ókori görög és római írások is beszámoltak a vidékről. A leletek azt bizonyítják, hogy a Kr. e. 12. századtól kapcsolat állt fenn az itteni kikötők és a földközi-tengeri, a perzsa-öböli, és a vörös-tengeri kikötők között. Az arikkamedui ásatások és a tamil irodalmi utalások is bizonyítják, hogy szoros kereskedelem folyt az ókori Róma és Dél-India között. Időszámításunk kezdetén évente kb. 120 hajó futott ki a vörös-tengeri egyiptomi kikötőkből azzal a céllal, hogy Indiába menjenek. A kínaiak is virágzó kereskedelmet folytattak Koccsival, Kollammal és a partvidéken maradandó nyomot hagytak.
Az első ismert idegen letelepülők között lehettek a zsidók, akik Júdea pusztulása után, Nabukodonozor csapatai elől menekülve találhattak itt menedéket. Később, Jeruzsálem római elpusztítása után számos zsidó telepes érkezett ide. A hagyomány szerint (nem bizonyított) az 1. század közepén Tamás apostol is missziómunkát végzett itt, amely után létrejött a szír-malabár kereszténység. Mindenesetre a Vasco da Gamát követő portugálok számára meglepő volt a kereszténységgel itt találkozni. A helyiek elmondták az újonnan érkezetteknek, hogy a pápáról sohasem hallottak, és ez megnehezítette a helyzetüket a portugál uralom alatt. A hindukra nézve nagyfokú vallási toleranciára mutat, hogy 2000 éven keresztül sohasem üldözték sem a zsidókat, sem a keresztényeket.
A vidék fűszerkincse sok kereskedőt vonzott ide Európából és Ázsiából. A középkorban a dánok már a portugálok előtt jártak itt, de rövid ideig maradtak és nyomuk elég halvány. A portugálok 1514-ben alapozták meg az uralmukat, amikor Kvilon királynőjével (ráni) szerződést kötöttek. 1602-ben feltűnt a Holland Kelet-indiai Társaság, és mintegy 50 év múlva kiszorították innen a portugálokat. A Brit Kelet-indiai Társaság 1684 óta volt jelen az itteni partvidéken, amikor megnyitotta első telepét Andzsengónál, Kvilontól délre. A 18. században a britek a maguk oldalára csábították Travankor rádzsáját (uralkodóját) és 1795-re a hollandok eltűntek a vidékről. Innentől kezdve a briteké volt a terep, egészen 1947-ig, India függetlenné válásáig.

## Fordítás
- Ez a szócikk részben vagy egészben  a   Malabar Coast című angol Wikipédia-szócikk fordításán alapul.  Az eredeti cikk szerkesztőit annak laptörténete sorolja fel. Ez a jelzés csupán a megfogalmazás eredetét és a szerzői jogokat jelzi, nem szolgál a cikkben szereplő információk forrásmegjelöléseként.
- Ez a szócikk részben vagy egészben  a   Malabarküste című német Wikipédia-szócikk fordításán alapul.  Az eredeti cikk szerkesztőit annak laptörténete sorolja fel. Ez a jelzés csupán a megfogalmazás eredetét és a szerzői jogokat jelzi, nem szolgál a cikkben szereplő információk forrásmegjelöléseként.